# Čigirin
Čigirin (ukrajinsko Чигири́н, latinizirano: Čigirín, rusko Чигири́н, latinizirano: Čigirin, poljsko Czehryń, turško Çigirin, Çehrin) je mesto v Čerkaški oblasti v osrednji Ukrajini. Od leta 1648 do 1669 bilo mesto hetmanova rezidenca. Po prisilni izselitvi rutenske pravoslavne  metropolije iz Kijeva leta 1658 je postal polnopravna prestolnica Kozaškega hetmanata. Čigirin  je postal tudi tradicionalno mesto  za imenovanje novega hetmana Zaporoške vojske. Mesto je zdaj središče Čigirinskega rajona.

## Zgodovina
Področje Čigirina je bilo od leta  1320 do 1569 del Velike litovske kneževine. S sklenitvijo Lublinske unije je postal del Kijevskega vojvodstva poljske krone v oviru poljsko-litovske Republike obeh narodov. Sigismund III. Vasa je Čigirinu leta 1592 podelil mestne pravice.  
Čigirin se prvič omenja kot utrjena kozaška zimska postaja. Leta 1638 je njegov starosta (deželni vodja) postal Bodan Hmelnicki. Leta 1648 je Čigirin postal uradna rezidenca novoizvojenega hetmana in prestolnica kozaške države Zaporožje. Med rusko-turško vojno (1676–1681) je bil  središče dveh krvavih kampanj (1675–1676 in 1677–1678). Leta 1678 je grad Čigirin razstrelila umikajoča se ruska garnizija, preostali del mesta pa je uničila osmanske vojska. Mesto je po teh dogodkih postopoma izgubilo svoj pomen. Do leta 1712 je ostalo sedež Čigirinskega polka,  po dokončni vključitvi v Rusko carstvo leta 1793 pa je postall del Kijevske gubernije.
Leta 1917 je v Čigirinu potekal kongres svobodnih kozakov. Na tem kongresu je bil za kozaškega hetmana izvoljen Pavlo Skoropadski, ki je bil leta 1918 v Kijevu  izvoljen tudi za ukrajinskega hetmana.
Med drugo svetovno vojno je Čigirin od 7. avgusta 1941 do 12. decembra 1943 okupirala  nemška vojska.

## Pomembni meščani
- Georgij Konstantinovič Danilov, jezikoslovec

## Mestne znamenitosti
V bližini Čigirina je bil leta 1627 zgrajen samostan Svete Trojice, ki je bil v sovjetskem obdobju porušen. Drugi zgodobvinski  mestni znamenitosti sta bili mestna hiša in palača Bogdana Hmelnickega, ki se nista ohranili. Po odcepitvi Ukrajine iz Sovjetske zveze je bila hetmanova rezidenca restavrirana in postala muzej.

## Pobrateno mesto
- Sebastopol, Kalifornija, Združene države Amerike

## Galerija
- Glavni trg
- Vhod v restavrirano rezidenco Bogdana Hmelnickega
- Rezidenca Bogdana Hmelnickega
- Muzej  Bogdana Hmelnickega
- Ostanki čigirinske trdnjave na Grajskem hribu

- Cerkev sv. Petra in av. Pavla
- Kip pri cerkvi
- Spomenik Bogdana Hmelnickega

## Sklic
1. ↑  Чисельність наявного населення України на 1 січня 2018 року. Державна служба статистики України. Київ, 2018. стор.77